# Forest Home (New York)
Forest Home est une census-designated place du comté de Tompkins, dans l'État de New York, aux États-Unis,. En 2020, elle compte une population de 1 168 habitants.